# هورون (داكوتا الجنوبية)
هورون (بالإنجليزية: Huron, South Dakota)‏ هي مدينة و مقر المقاطعة تقع في الولايات المتحدة في مقاطعة بيدل، داكوتا الجنوبية. يقدر عدد سكانها بـ 12,592 نسمة ومساحتها 27.38 كم2 وترتفع عن سطح البحر 390 متر.

## التركيبة السكانية
قام مكتب تعداد الولايات المتحدة بتحديد بيانات التركيبة السكانية لهورون في تعداد الولايات المتحدة. في ما يلي، التركيبة السكانية حسب تعدادي 2000 و2010.

### تعداد عام 2000
بلغ عدد سكان هورون 11,893 نسمة بحسب تعداد عام 2000، وبلغ عدد الأسر 5,263 أسرة وعدد العائلات 3,047 عائلة مقيمة في المدينة. في حين سجلت الكثافة السكانية 1,448.5 نسمة لكل ميل مربع (559.3/كم2). وبلغ عدد الوحدات السكنية 5,872 وحدة بمتوسط كثافة قدره 715.2 نسمة لكل ميل مربع (276.1/كم2).
وتوزع التركيب العرقي للمدينة بنسبة 95.92% من البيض و 1.29% من الأمريكيين الأصليين و 0.42% من الأمريكيين ذوي الأصول الآسيوية و 0.03% من سكان جزر المحيط الهادئ و 0.96% من الأمريكيين الأفارقة و 1.03% من عرقين مختلطين أو أكثر.
بلغ عدد الأسر 5,263 أسرة كانت نسبة 26.4% منها لديها أطفال تحت سن الثامنة عشر تعيش معهم، وبلغت نسبة الأزواج القاطنين مع بعضهم البعض 46.6% من أصل المجموع الكلي للأسر، ونسبة 8.5% من الأسر كان لديها معيلات من الإناث دون وجود شريك، وكانت نسبة 42.1% من غير العائلات. تألفت نسبة 37.3% من أصل جميع الأسر من أفراد ونسبة 16.8% كانوا يعيش معهم شخص وحيد يبلغ من العمر 65 عاماً فما فوق. وبلغ متوسط حجم الأسرة المعيشية 2.86، أما متوسط حجم العائلات فبلغ 2.18.
None
وكان متوسط دخل الذكور 27,027 دولار مقابل 19,921 دولار للإناث. وسجل دخل الفرد الخاص بالمدينة 18,275 دولار.

### تعداد عام 2010
بلغ عدد سكان هورون 12,592 نسمة بحسب تعداد عام 2010، وبلغ عدد الأسر 5,418 أسرة وعدد العائلات 3,179 عائلة مقيمة في المدينة. في حين سجلت الكثافة السكانية 1,328.3 نسمة لكل ميل مربع (512.9/كم2). وبلغ عدد الوحدات السكنية 6,023 وحدة بمتوسط كثافة قدره 635.3 لكل ميل مربع (245.3/كم2).
وتوزع التركيب العرقي للمدينة بنسبة 86.9% من البيض و 1.2% من الأمريكيين الأصليين و 4.9% من الأمريكيين ذوي الأصول الآسيوية و 0.1% من سكان جزر المحيط الهادئ و 1.0% من الأمريكيين الأفارقة و 1.9% من عرقين مختلطين أو أكثر.
بلغ عدد الأسر 5,418 أسرة كانت نسبة 28.7% منها لديها أطفال تحت سن الثامنة عشر تعيش معهم، وبلغت نسبة الأزواج القاطنين مع بعضهم البعض 44.4% من أصل المجموع الكلي للأسر، ونسبة 9.8% من الأسر كان لديها معيلات من الإناث دون وجود شريك، بينما كانت نسبة 4.4% من الأسر لديها معيلون من الذكور دون وجود شريكة وكانت نسبة 41.3% من غير العائلات. وبلغ متوسط حجم الأسرة المعيشية 2.94، أما متوسط حجم العائلات فبلغ 2.27.
بلغ العمر الوسطي للسكان 39.8 عاماً. وكانت نسبة 24.1% من القاطنين تحت سن الثامنة عشر، وكانت نسبة 8.7% بين الثامنة عشر والأربعة وعشرون عاماً، ونسبة 22.8% كانت واقعةً في الفئة العمرية ما بين الخامسة والعشرون حتى والأربعة وأربعون عاماً، ونسبة 26.4% كانت ما بين الخامسة والأربعون حتى الرابعة والستون، ونسبة 17.8% كانت ضمن فئة الخامسة والستون عاماً فما فوق. وتوزع التركيب الجنسي للسكان بنسبة 49.4% ذكور و50.6% إناث.